# 越後田沢駅
越後田沢駅（えちごたざわえき）は、新潟県十日町市田中にある、東日本旅客鉄道（JR東日本）飯山線の駅。

## 歴史
- 1927年（昭和2年）11月6日：開業[1][2]。
- 1944年（昭和19年）6月1日：国有化により[2]、運輸通信省（のちの日本国有鉄道）飯山線の駅となる。
- 1970年（昭和45年）12月7日：貨物の取り扱いを廃止[2]。
- 1983年（昭和58年）3月：駅長の配置を廃止[3]。
- 1984年（昭和59年）2月1日：荷物の扱いを廃止[2]。
- 1987年（昭和62年）4月1日：国鉄分割民営化により、東日本旅客鉄道の駅となる[2]。
- 1990年（平成2年）4月1日：簡易委託化。
- 1993年（平成5年）4月1日：簡易委託を解除。
- 2001年（平成13年）：駅舎を改築[1]。

## 駅構造
かつては島式ホーム1面2線を有していたが、現在は駅舎側の1線が廃止されて単式ホーム1面1線（現状としては越後川口方面に向かって右側にある）を有する地上駅になっている。駅舎とホームの間に側線が残っている。
十日町駅管理の無人駅である。駅舎は2階建てのもので、2001年（平成13年）に改築された。近隣の無人駅と異なり、トイレが設置されている。

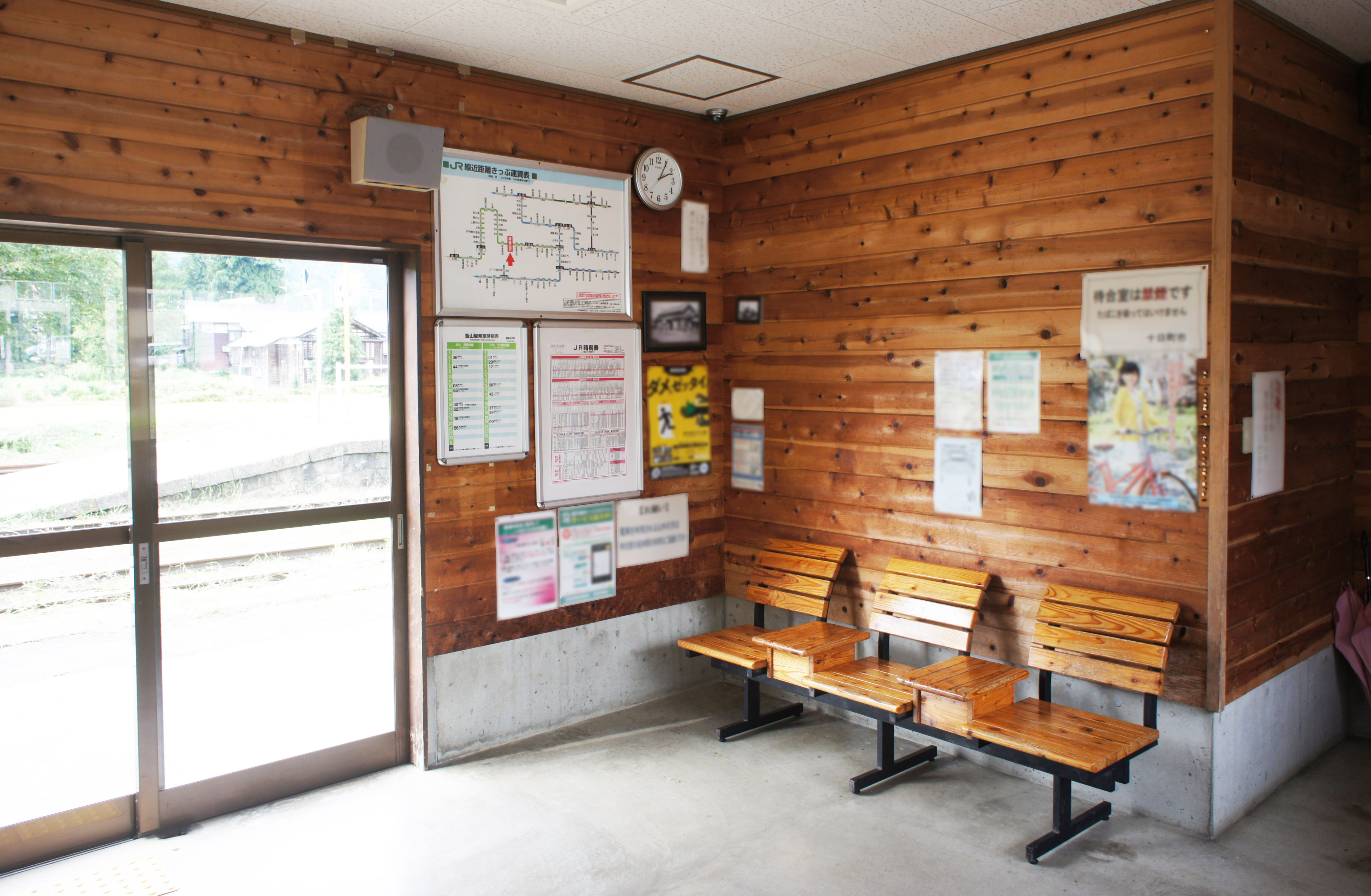
待合室（2021年9月）
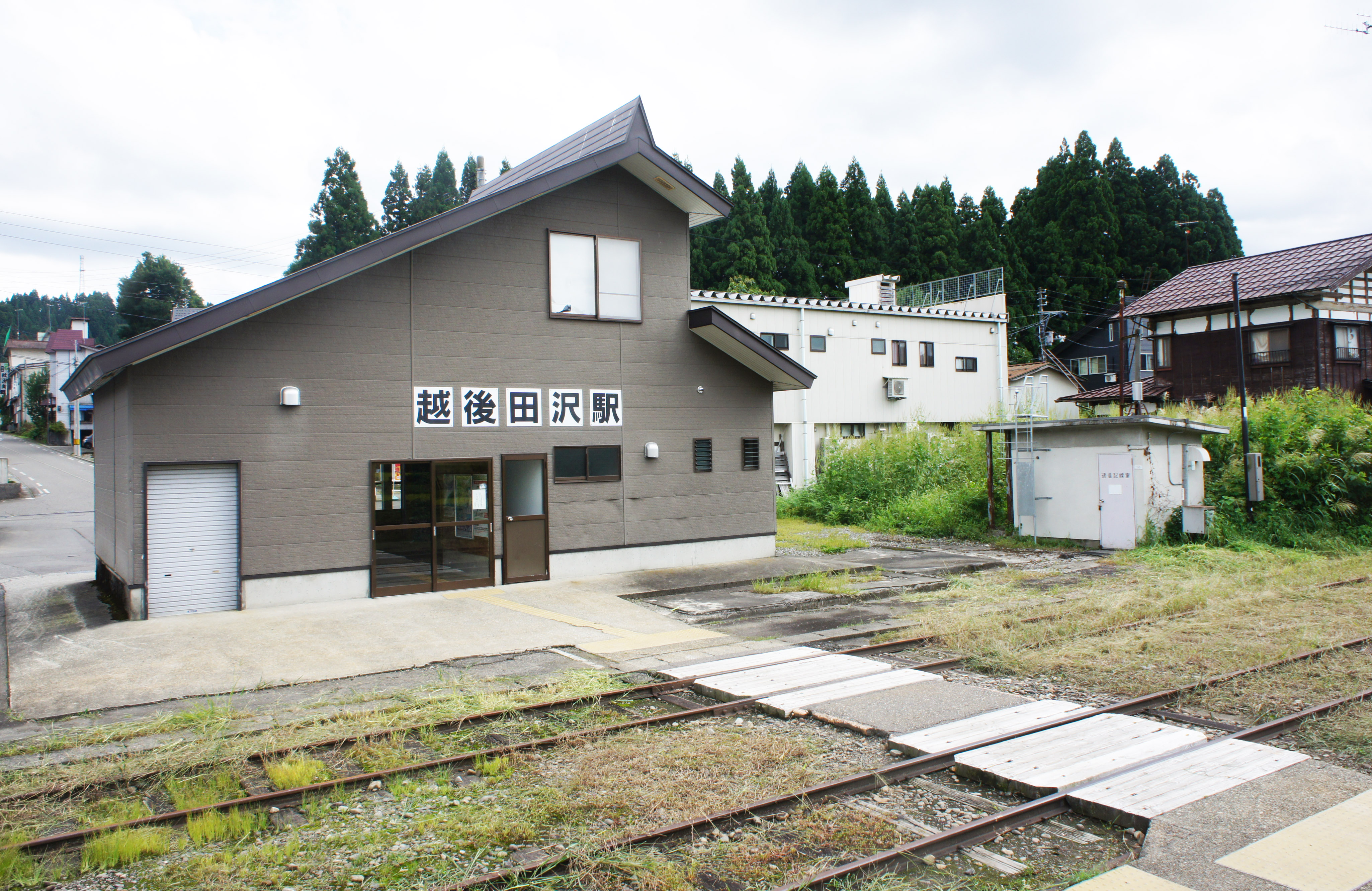
構内踏切（2021年9月）
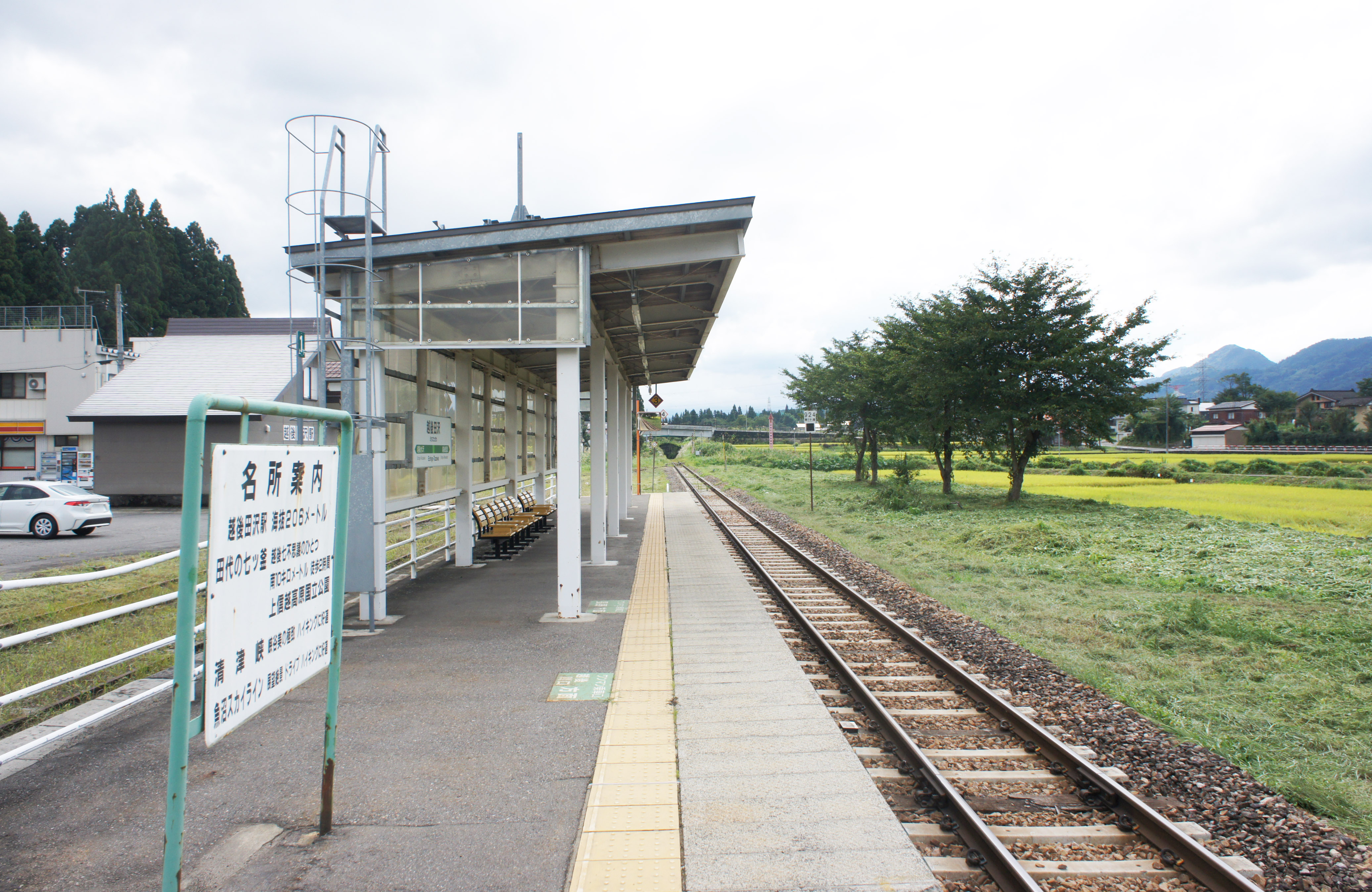
ホーム（2021年9月）

## 駅周辺

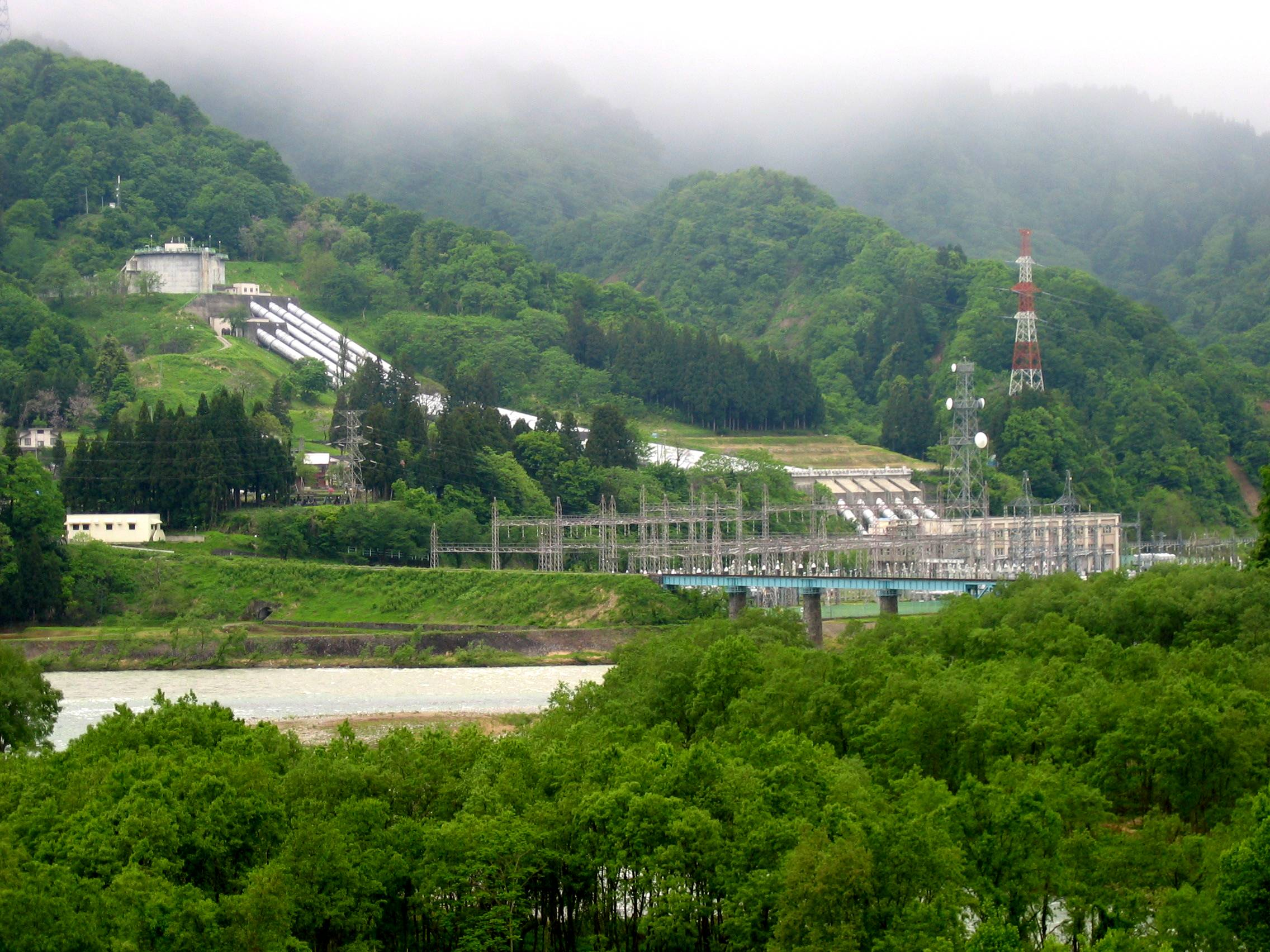
東京電力信濃川発電所

平成の大合併前まで存在した中里村の役場所在地であり、公共施設や商店が集積する。
- 国道117号
- 国道353号
- 十日町市役所 中里支所
- なかさとむらショッピングセンター「Uモール」
- JA十日町 中里支店
- 越後田沢郵便局
- 十日町市立田沢小学校
- なかさとアリーナ
- 東京電力信濃川発電所（信濃川の対岸にある）
- 宮中取水ダム

## バス路線
国道117号沿いに「中里支所前」バス停や「山崎」バス停が位置し、以下の路線が運行されている。
中里支所前
- 南越後観光バス
  - 十日町駅・十日町車庫方面／津南方面[5]
- 十日町市営バス
  - 鷹羽方面／上村診療所方面[6]
  - 田代方面／上村診療所方面[7]

山崎
- 南越後観光バス
  - 十日町駅前・十日町車庫前方面／津南方面[5]
  - 越後湯沢駅・湯沢車庫方面／清津峡・津南・森宮野原駅方面[8]

## 隣の駅
東日本旅客鉄道（JR東日本）
■飯山線
越後鹿渡駅 - 越後田沢駅 - 越後水沢駅